# Kodeks 0207
Kodeks 0207 (Gregory-Aland no. 0207) – grecki kodeks uncjalny Nowego Testamentu na pergaminie, paleograficznie datowany na IV wiek. Do naszych czasów zachowała się jedna tylko karty kodeksu. Przechowywany jest we Florencji.

## Opis
Do dziś zachowała się tylko jedna karta, z tekstem Apokalipsy św. Jana (9,2-15). Oryginalne karty kodeksu miały rozmiar 19 na 15 cm. Tekst pisany jest dwoma kolumnami na stronę, w 29 linijkach w kolumnie.

## Tekst
Fragment reprezentuje aleksandryjską tradycję tekstualną. Kurt Aland zaklasyfikował go do kategorii III, co oznacza, że jest ważny dla poznania historii tekstu Nowego Testamentu.

## Historia
INTF datuje rękopis na IV wiek. Pasquale Orsini datuje go na drugą połowę IV wieku.
Rękopis został znaleziony w Egipcie. W 1965 Mario Naldini wydał jego facsimile. Został zdigitalizowany przez CSNTM w 2011.
Na listę rękopisów Nowego Testamentu wciągnął go Ernst von Dobschütz w 1933 roku, oznaczając go przy pomocy siglum 0207.
Rękopis przechowywany jest w bibliotece Laurenziana (PSI 1166) we Florencji.